# Marland
Marland é uma cidade  localizada no estado norte-americano de Oklahoma, no Condado de Noble.

## Demografia
Segundo o censo norte-americano de 2000, a sua população era de 280 habitantes.
Em 2006, foi estimada uma população de 277, um decréscimo de 3 (-1.1%).

## Geografia
De acordo com o United States Census Bureau tem uma área de
0,7 km², dos quais 0,7 km² cobertos por terra e 0,0 km² cobertos por água. Marland localiza-se a aproximadamente 305 m acima do nível do mar.

## Localidades na vizinhança
O diagrama seguinte representa as localidades num raio de 28 km ao redor de Marland.